# Ethelumoris parallelus
Ethelumoris parallelus är en kräftdjursart som beskrevs av Richardson 1907. Ethelumoris parallelus ingår i släktet Ethelumoris och familjen Armadillidae. Inga underarter finns listade i Catalogue of Life.